# Stephanie Seymour

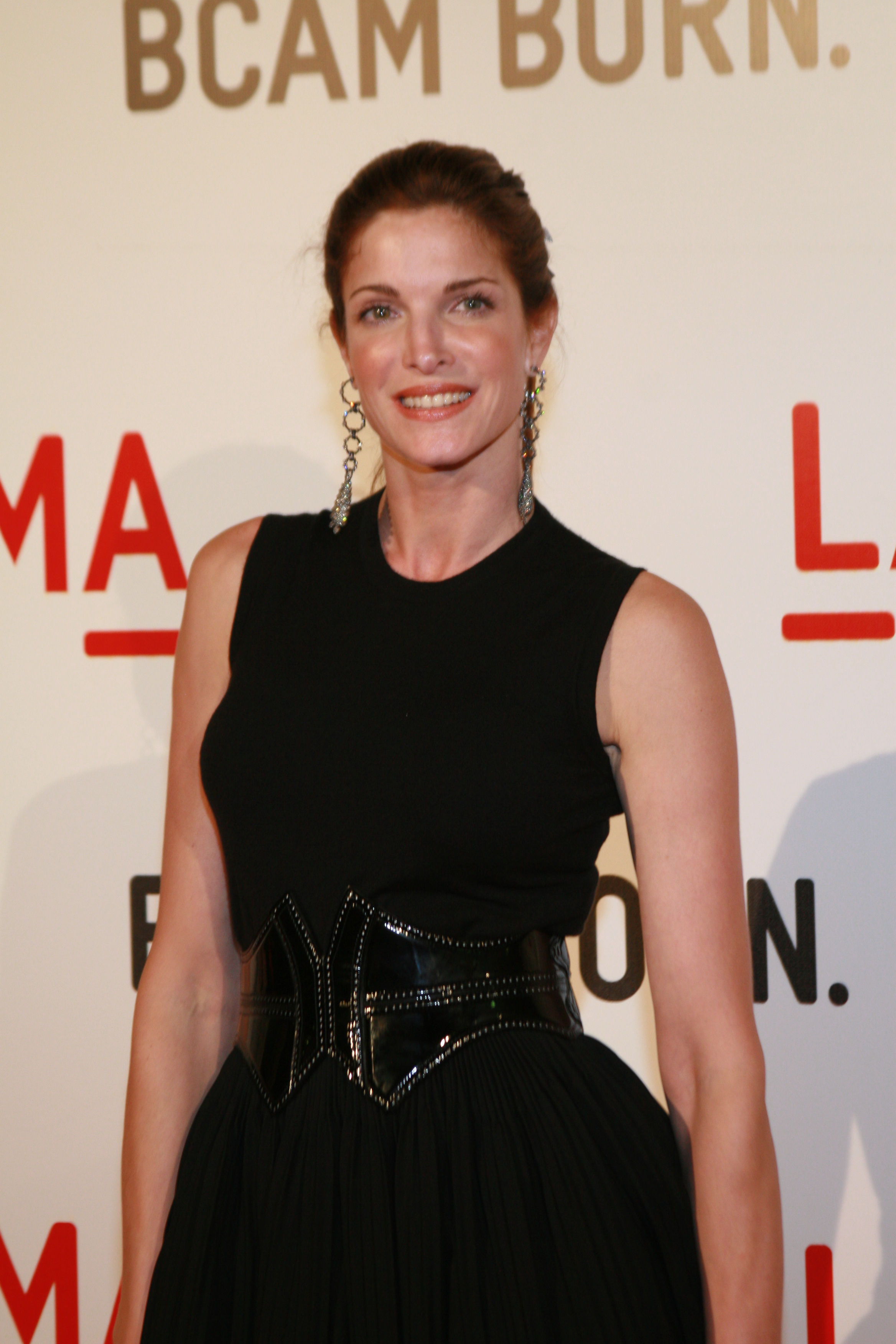
Stephanie Seymour in Los Angeles (2008)

Stephanie Michelle Seymour (* 23. Juli 1968 in San Diego, Kalifornien) ist ein US-amerikanisches Fotomodell und Schauspielerin.

## Leben

### Karriere
Stephanie Seymour startete im Alter von 14 Jahren ihre Karriere als Fotomodell. Nach dem Gewinn des Wettbewerbs Look of the Year wurde sie von Elite Model Management unter Vertrag genommen. Seymour hat mit vielen internationalen Designern und Fotografen zusammengearbeitet, darunter Herb Ritts, Richard Avedon und Gilles Bensimon. Sie arbeitete mit Firmen wie L’Oréal, Chanel und Versace.
Seymour war auf allen Titelblättern der internationalen Magazine zu sehen; 1991 und 1994 veröffentlichte der Playboy Aufnahmen von ihr.
2000 spielte sie die Rolle der Helen Frankenthaler im Film Pollock von Ed Harris. 2002 war sie als Sara Lindstrom in der Criminal-Intent-Episode Crazy zu sehen.

### Persönliches
Von 1989 bis 1990 war Seymour mit dem Musiker Tommy Andrews verheiratet, mit dem sie einen Sohn (* 1991) hat.
Besondere Bekanntheit erreichte Seymour durch ihre Beziehung mit Axl Rose, dem Sänger von Guns N’ Roses. Sie trat in zwei der meistgespielten Guns-N’-Roses-Videos auf: Don’t Cry und November Rain. 1993 trennten sich die beiden.
1994 heiratete Seymour den Medienmogul Peter Brant. Aus dieser Ehe gingen drei Kinder hervor, von denen der zweitälteste Sohn Harry Brant am 17. Januar 2021 starb. Im März 2009 reichte Seymour die Scheidung ein. Im September 2010 gab das Ehepaar bekannt, dass die Scheidung nicht stattfinden würde und sie sich versöhnt hätten.

## Schriften
- Stephanie Seymour’s Beauty Secrets for Dummies, Hungry Minds 1998, ISBN 0-7645-5078-0